# Municipio de Ramsey (Dakota del Sur)
El municipio de Ramsey (en inglés: Ramsey Township) es un municipio ubicado en el condado de McCook en el estado estadounidense de Dakota del Sur. En el año 2010 tenía una población de 229 habitantes y una densidad poblacional de 2,43 personas por km².

## Geografía
El municipio de Ramsey se encuentra ubicado en las coordenadas 43°48′6″N 97°11′20″O / 43.80167, -97.18889. Según la Oficina del Censo de los Estados Unidos, el municipio tiene una superficie total de 94.11 km², de la cual 93,42 km² corresponden a tierra firme y (0,74 %) 0,7 km² es agua.

## Demografía
Según el censo de 2010, había 229 personas residiendo en el municipio de Ramsey. La densidad de población era de 2,43 hab./km². De los 229 habitantes, el municipio de Ramsey estaba compuesto por el 97,38 % blancos, el 0,87 % eran amerindios, el 1,75 % eran de otras razas. Del total de la población el 1,75 % eran hispanos o latinos de cualquier raza.